# Alvinella pompejana
Помпейский червь (лат. Alvinella pompejana) — вид глубоководных червей-экстремофилов, обнаруженный в начале 1980-х годов вблизи гидротермальных источников в северо-восточной части Тихого океана.
По косвенным данным температура тела червя была ниже 50  °C. С другой стороны, температура окружающей воды в процессе исследований оказывалась равной 60 °C и выше. Препятствием к изучению представлял тот факт, что при снижении давления во время подъёма он неизбежно погибал.
Недавно, используя технику, которая поддерживала необходимое давление среды, учёным из Университета Пьера и Марии Кюри (Франция) удалось поднять A. pompejana живыми и здоровыми и доставить их в лабораторию. Там выяснилось, что при нагреве до 50—55 °C червь гибнет. А молекулярные исследования показали отсутствие инструментов защиты от высоких температур.
Однако температурный оптимум A. pompejana оказался довольно высок и составляет 42 °C.
То есть данный вид выживает только при относительно высоких температурах и очень высоком давлении.